# Bielajewo (obwód kałuski)
Bielajewo (ros. Беляево) – wieś (dieriewnia) w Rosji, w obwodzie kałuskim, w rejonie juchnowskim. W 2010 liczyła 306 mieszkańców.